# Ignacio Alabart
Ignacio Alabart (La Coruña, 9 aprile 1996) è un hockeista su pista spagnolo.

## Palmarès

### Club

#### Competizioni nazionali
- Coppa del Re: 5

Barcellona: 2017, 2018, 2019, 2022, 2023
- Supercoppa di Spagna: 3

Barcellona: 2017, 2020, 2022
- Campionato spagnolo: 5

Barcellona: 2017-2018, 2018-2019, 2019-2020, 2020-2021, 2022-2023

#### Competizioni internazionali
- CERH European League: 1

Barcellona: 2017-2018
- Coppa Intercontinentale: 1

Barcellona: 2018
- Supercoppa d'Europa/Coppa Continentale: 1

Barcellona: 2018-2019

### Nazionale
- Campionato mondiale: 1

Nanchino 2017
- Campionato europeo: 2

A Coruña 2018, Paredes 2021